# Josep Sobrado
Josep Sobrado (Villádiga, Lugo, 1944) és un escultor gallec establert a Catalunya.

## Biografia
Als 20 anys va anar a viure a Sabadell per formar-se a l'Escola d'Arts i Oficis amb els mestres Adolf Salanguera i Josep Maria Brull. Entre 1971 i 1975 va col·laborar, entre d'altres, amb Salvador Dalí en el retrat de Gal·la i Dalí i en escultures de la cúpula del Museu Dalí. El 1976 va exposar a Artexpo’76 de Barcelona i el 1977 ho va fer a l'Acadèmia de Belles Arts de Sabadell. Ha estat un escultor molt actiu i present ens els principals certàmens artístics de Barcelona, de ciutats catalanes (Sabadell, Manresa, l'Hospitalet de Llobregat, Reus) i de la Península (Madrid, Pontevedra, Guadalajara, León, Vigo, Osca, Sevilla, Oporto o Lisboa).
Pel que fa a les seves escultures monumentals cal destacar el monument al senglar de Calders (el Moianès), el mural del Banco de Zaragoza de Cerdanyola del Vallès i, molt especialment, les escultures Homenatge a Galícia (carretera de Vigo a Ramallosa), Las Tascadeiras i Estadi, feta amb marbre de Carrara, que va esculpir en ocasió del IX Simposio Internacionale di Scultura l'any 1988. D'entre l'escultura figurativa, destaquen els retrats fets per encàrrec, sobretot els de persones vinculades a la seva trajectòria vital. Són bustos que treballa sobretot amb materials ceràmics i bronze.